# うんりゅう (潜水艦)
うんりゅう（ローマ字：JS Unryu, SS-502）は、海上自衛隊の潜水艦。そうりゅう型潜水艦の2番艦。艦名は雲に乗り天に昇る竜を意味する雲竜に由来し、この名を受け継いだ日本の艦艇としては、旧海軍雲龍型航空母艦「雲龍」に続き2代目にあたる。

## 艦歴
「うんりゅう」は、中期防衛力整備計画に基づく平成17年度計画2900トン型潜水艦8117号艦として計画された。2006年3月31日に川崎造船神戸工場で起工され、2008年10月15日に同工場で挙行された命名・進水式において防衛大臣・浜田靖一（防衛大臣政務官・武田良太代読）により「うんりゅう」と命名され進水、2010年3月25日に神戸工場西浜岸壁で引渡式と自衛艦旗授与式が行われ、川崎造船から防衛省に引き渡され就役し、同日付で第1潜水隊群第5潜水隊に編入され呉に配備された。
2013年9月24日、米国派遣訓練のためハワイ方面に向けて呉を出港した。12月24日に呉に帰港した。
2016年5月10日から5月15日、四国沖にてオーストラリア海軍潜水艦「ランキン」と対潜水艦訓練などの共同訓練を実施した。
同年10月14日から2017年1月14日までの間、米国派遣訓練（ハワイ方面）に参加。
2020年8月27日から11月28日までの間、米国派遣訓練（潜水艦）に参加し、ハワイ諸島方面において洋上訓練及び施設利用訓練を実施する。
現在も第1潜水隊群第5潜水隊に所属し、定係港は呉である。

## 歴代艦長
| 代       | 氏名       | 在任期間               | 出身校・期 | 前職               | 後職                               | 備考                                |
| 艤装員長 | 艤装員長   | 艤装員長               | 艤装員長   | 艤装員長           | 艤装員長                           | 艤装員長                            |
| -------- | ---------- | ---------------------- | ---------- | ------------------ | ---------------------------------- | ----------------------------------- |
| -        | 杉山 治    | 2008.10.15 - 2010.3.24 | 防大29期   |                    | うんりゅう艦長                     |                                     |
| 艦長     |            |                        |            |                    |                                    |                                     |
| 1        | 杉山 治    | 2010.3.25 - 2011.2.28  | 防大29期   | うんりゅう艤装員長 | 第1潜水隊群司令部幕僚              | 就任時2等海佐 2011.1.1、1等海佐昇任 |
| 2        | 目加田克彦 | 2012.3.1 - 2013.2.28   | 12期曹候   | 潜水艦教育訓練隊   | 海上幕僚監部防衛部装備体系課       |                                     |
| 3        | 原田直純   | 2013.3.1 - 2015.10.8   | 防大39期   | 潜水艦隊司令部幕僚 | 横須賀潜水艦教育訓練分遣隊訓練科長 |                                     |
| 4        | 飯田将裕   | 2015.10.9 - 2019.8.18  | 防大43期   | 潜水艦教育訓練隊   | 海上自衛隊幹部学校付               | 就任時2等海佐 2019.1.1、1等海佐昇任 |
| 5        | 河久靖匡   | 2019.8.19 - 2020.7.16  |            | 潜水艦教育訓練隊   | 潜水艦隊司令部幕僚                 |                                     |
| 6        | 児山晶紀   | 2020.7.17 - 2021.7.15  |            | じんりゅう艦長     | 海上幕僚監部人事教育部補任課       |                                     |
| 7        | 河原邦和   | 2021.7.16 - 2023.1.22  |            | もちしお艦長       | 潜水艦教育訓練隊                   |                                     |
| 8        | 村松慶太   | 2023.1.23 -            |            | 潜水艦教育訓練隊   |                                    |                                     |